# Enrico Loranzi
Enrico Loranzi (Piacenza, 16 agosto 1932 – Piacenza, 11 luglio 2017) è stato un calciatore italiano, di ruolo attaccante.

## Carriera
Figlio d'arte (il padre Giulio aveva militato nel Piacenza negli anni Trenta), inizia la carriera nella squadra della sua città, disputando tre stagioni di Serie C e totalizzando 37 partite e 13 reti.
Nel 1951 passa al Legnano, in Serie A. Esordisce nella massima serie il 18 novembre 1951, nella sconfitta per 2-0 sul campo della Lazio, e realizza il suo primo ed unico gol in Serie A l'8 giugno 1952 contro il Torino, quando la formazione lilla è ormai da tempo matematicamente retrocessa in Serie B. Riconfermato nella serie cadetta, mette a segno 9 reti in 21 partite, ed a fine stagione passa in prestito al Cagliari, sempre in Serie B. Con i sardi contribuisce al raggiungimento del secondo posto, a pari merito con la Pro Patria, mettendo a segno 6 reti in 31 partite; la promozione, però, sfuma allo spareggio.
Dopo una stagione da comprimario all'Hellas Verona, si trasferisce al Prato, in Serie C: la formazione laniera, allenata da Ferruccio Valcareggi, vince il campionato di Serie C 1955-1956 e Loranzi mette a segno 11 reti, secondo miglior marcatore della squadra dopo Natale Colla. Nella stagione successiva segna 8 reti e contribuisce al decimo posto del Prato. Chiude la carriera militando per una stagione nella Lucchese e, dal novembre 1959, nella Pro Vercelli, entrambe in Serie C.
Terminata la carriera agonistica, torna a Piacenza affiancando e poi sostituendo il padre Giulio nella profumeria fondata dalla famiglia.

## Palmarès

### Club

#### Competizioni nazionali
- Serie C: 1

Prato: 1956-1957